# Émile Deschanel
Émile Auguste Étienne Martin Deschanel (ur. 18 listopada 1819 w Paryżu, zm. 26 stycznia 1904, tamże) – francuski polityk, pisarz i literaturoznawca.
W latach 1851–1859 przebywał na wygnaniu. W roku 1876 został członkiem Izby deputowanych, później senatorem od 1881 roku.  Od 1881 był profesorem literatury w Collège de France.
Od utworów lżejszego charakteru, jak „Le mal et le bien qu'on a dit des femmes”, przeszedł do prac o bardziej naukowym charakterze. 
Autor m.in. prac badawczych "Etudes sur Aristophane" (1892, 3 wyd.), "Le romantisme des classiques" (1882–1888, w pięciu tomach).
Jego syn Paul Deschanel był w 1920 prezydentem Francji.